# Russische Kirche (Stuttgart)

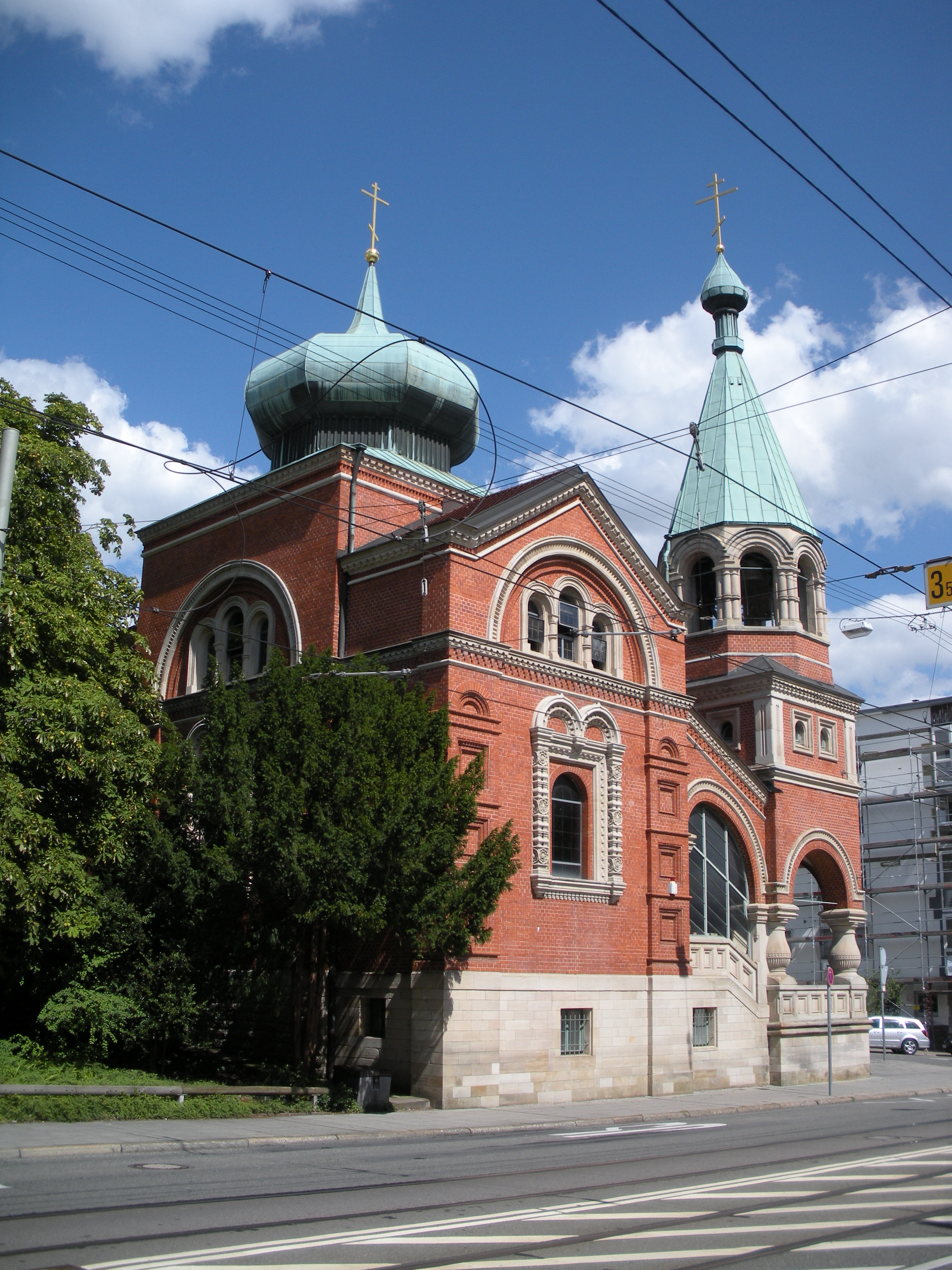
Russische Kirche von der gleichnamigen Haltestelle

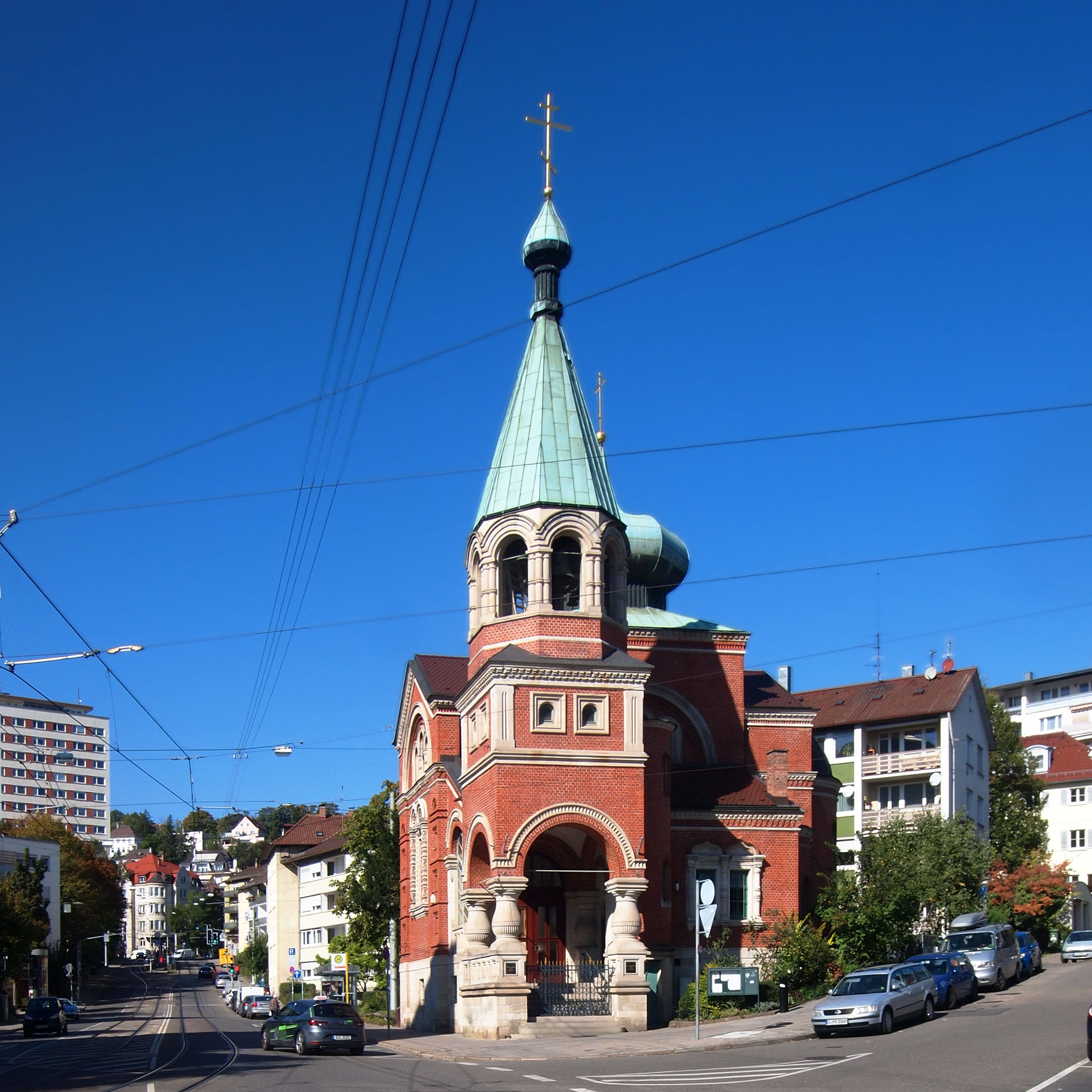
Portal zwischen Hegel- und Seidenstraße

Die Russische Kirche (offizielle Bezeichnung: Храм Святителя Николая Штутгарт, transkribiert: Chram Swjatitelja Nikolaja Stuttgart, deutsch: St.-Nikolaus-Kathedrale Stuttgart) ist eine im Jahr 1895 nach Plänen der Architektensozietät Eisenlohr & Weigle errichtete russisch-orthodoxe Kirche in Stuttgart. Finanziert wurde die Kirche von der russischen Regierung.
Der Bau ging auf eine Anregung von Wera Konstantinowna Romanowa, einer Adoptivtochter des württembergischen Königs Karl I. zurück. Zwischen dem württembergischen Königshaus und dem letzten Zaren Nikolaus II. bestanden enge dynastische Bindungen, denn auch die Grabkapelle auf dem Württemberg diente bis 1899 als russisch-orthodoxes Gotteshaus.

## Lage
Die Kirche befindet sich im Stadtbezirk Stuttgart-Nord, im Stadtteil Stuttgart-Relenberg, an der Ecke Seidenstraße/Hegelstraße und hat die Adresse Seidenstraße 69. Das Gebäude ist Kulturdenkmal. Die nächstgelegene Stadtbahnhaltestelle erhielt den Namen Russische Kirche.

## Architektur
Die Kirche wird stilistisch einer Mischung aus Historismus und frei assoziierter russischer Kirchenarchitektur zugeordnet. Sie ist vorwiegend aus rotem Backstein erstellt. Dazu kontrastiert weißer Sandstein im Sockel und in einer Vielzahl von Gliederungsteilen sowie den Verfugungen. Die Kupferdächer hingegen sind grün. Aufgrund beengter Platzverhältnisse und angepasst an die kleine orthodoxe Kirchengemeinde wurde die St.-Nikolaus-Kirche – anders als in der Sakralarchitektur Russlands sonst üblich – nicht mit fünf Zwiebelkuppeln, sondern lediglich mit einer gebaut. Das Bauensemble hat ein sehr kompaktes Erscheinungsbild, weil der Glockenturm die offene Eingangshalle überwölbt und sich an das kubische Kirchenschiff ein Vorraum, eine Apsis für den Altar und eine zweigeschossige Sakristei drängen. Der Glockenturm erhebt sich über vier markanten Balustern. 1944 wurde die Kirche durch einen Bombenangriff schwer beschädigt. Dabei gingen die Ikonostase und die Wandmalereien verloren. Nach Kriegsende wurde sie wieder aufgebaut.